# Вербицька Євгенія Матвіївна
Євгенія Матвіївна Верби́цька (нар. 10 листопада 1904, Катеринослав — пом. 5 липня 1965, Москва) — українська і російська радянська оперна співачка (меццо-сопрано).

## Біографія
Народилася 10 листопада 1904 року в місті Катериноставі (тепер Дніпро, Україна). Протягом 1921—1926 років навчалась у Київській консерваторії (викладач Михайло Енгель-Крон). Після здобуття освіти співала у Київській опері. З 1931 року — солістка Ленінградського театру опери та балету імені Сергія Кірова, з 1941 року — Ленінградської філармонії, протягом 1948—1959 років — Большого театру у Москві.
Померла в Москві 5 липня 1965 року. Похована в Москві на Востряковському кладовищі.

## Творчість
У репертуарі співачки були оперні арії, романси російських і західно-європейських композиторів, зокрема Бориса Лятошинського, Юрій Шапоріна, сольні партії у 9-й симфонії Людвіга ван Бетговена, кантаті «Олександр Невський» Сергія Прокоф'єва. Партії:
- Княгиня («Русалка» Олександра Даргомижського);
- Єгорівна («Дубровський» Едуарда Направника);
- Ваня, Ратмир («Життя за царя», «Руслан і Людмила» Михайла Глінки);
- Кончаківна («Князь Ігор» Олександра Бородіна);
- Ольга, Графиня («Євгеній Онєгін», «Пікова дама» Петра Чайковського);
- Кларіче («Любов до трьох апельсинів» Сергія Прокоф’єва);
- Маґдалена («Ріголетто» Джузеппе Верді);
- Ерда («Золото Рейну» Ріхарда Вагнера);
- Ядвіга («Вільгельм Телль» Джоаккіно Антоніо Россіні);
- Своячка, Бабариха («Майська ніч», «Казка про царя Салтана» Миколи Римського-Корсакова).

Записала кілька платівок, знялась у фільмі-опері «Борис Годунов» (1954, роль няньки Ксенії).

## Відзнаки
- Заслужена артистка РРФСР з 1940 року;
- Орден «Знак Пошани».